# Messico ai Giochi della XVII Olimpiade
Il Messico partecipò ai Giochi della XVII Olimpiade che si sono svolti a Roma dal 25 agosto all'11 settembre 1960, con una delegazione di 69 atleti impegnati in quattordici discipline per un totale di 55 competizioni. Portabandiera alla cerimonia di apertura fu la ventenne schermitrice Pilar Roldán, alla sua seconda Olimpiade.
Fu la nona partecipazione del Messico ai Giochi Olimpici. Fu conquistata una medaglia di bronzo grazie al tuffatore Juan Botella.

## Medaglie
| Medaglia | Atleta       | Sport | Evento                      |
| -------- | ------------ | ----- | --------------------------- |
| Bronzo   | Juan Botella | Tuffi | Trampolino 3 metri maschile |

## Risultati

### Pallacanestro
| Atleta | Classifica |
| --- | ---------- |
| V · D · M Nazionale messicana - Pallacanestro ai Giochi della XVII Olimpiade 3 Almanza · 4 Chavira · 5 C. Herrera · 6 A. Herrera · 7 Torres · 8 Zea · 9 Ávila · 10 Quintanar · 11 Lozano · 12 Bluth · 13 Aizpuru · 14 Wagner · All. Kiki Romero | 12°        |
| Nazionale messicana - Pallacanestro ai Giochi della XVII Olimpiade |            |
| 3 Almanza · 4 Chavira · 5 C. Herrera · 6 A. Herrera · 7 Torres · 8 Zea · 9 Ávila · 10 Quintanar · 11 Lozano · 12 Bluth · 13 Aizpuru · 14 Wagner · All. Kiki Romero                                                                              |            |